# HTC 디자이어 HD
HTC 디자이어 HD(영어: Desire HD, 코드네임 : HTC Ace)는 HTC에서 만든 글로벌 전략 스마트폰의 이름이다. 2010년 11월 30일 '디자이어 HD'라는 이름으로 대한민국에 KT를 통해 출시되었다.

## 특징
2세대 스냅드래곤 칩을 장착하여 기존 1세대 스냅드래곤 칩을 장착한 폰보다 성능이 높다. 4.3 인치 TFT-LCD를 장착하여 출시당시엔 상대적으로 큰 화면으로 더 많이 볼 수 있게 되었으며, Adreno 205 GPU를 내장하여, 3D 게임, HD 동영상 등 여러 작업에서 1세대 스냅드래곤보다 좋은 성능을 낸다. 그리고 홈 네트워크에서 DLNA을 지원하여 동영상 등을 쉽게 볼 수 있게 되었다. 디자이어 HD는 768 MB RAM을 내장하여 다른 안드로이드 기기와는 달리 멀티태스킹과 같은 작업에 강하다. 디자이어 HD에 내장되어 있는 HTC 센스 UI는 새로운 버전인 2.0이 탑재되어 있어 HTCSense.com와 풋프린트(Footprint)와 같은 여러 가지 새로운 부가 기능을 사용 수 있다. 구글 안드로이드 2.2 프로요를 탑재해, 어도비 플래시, 유튜브, 구글 지도와 같은 최신의 구글 서비스들을 받을 수 있다. 무게는 164 g으로 대한민국에 출시된 5인치 미만의 풀터치 스마트폰 가운데 가장 무겁다.

## HTCSense.com
HTCSense.com 은 HTC에서 디자이어 HD를 공개할 때 같이 발표한 것으로서, 단말 기기의 위치추적, 지문 인식, 전화번호부, 주소록, SMS와 같은 정보의 백업, 응용 소프트웨어와 테마 공유 등 여러 가지 기능을 이용할 수 있는 홈페이지이다. 이를 사용하려면 PC 또는 단말기의 기능에서 HTCSense.com에 접속하여 가입 후, 자신이 소유한 단말기의 인증과정을 진행하면 된다. 2011년 4분기 현재 HTC 디자이어 Z와 그 상위 모델들은 모두 지원한다.
이 HTCSense.com 기능의 요약을 좀 더 알고 싶다면 제품 제조사의 홈페이지에서 PDF으로 작성된 온라인 문서를 확인하면 된다.
2012년 5월 1일부로 위치추적 및 HTC Sense 닷컴의 서비스는 모두 중단되었다.

## 업데이트
- 2010년 12월 28일, HTC는 디자이어 HD에 대해 안드로이드 2.3 진저브레드로의 업데이트를 2011년 초에 실시한다고 밝혔다.[3] 일본의 소프트뱅크 모바일은 2011년 5월 11일부터 OTA 방식으로 진저브레드 업데이트를 실시하였다.[4] 대한민국의 KT는 해외보다 2달가량 늦은 2011년 7월 21일부터 제조사에서 OTA 방식으로 진저브레드 업데이트를 실시하였다.[5]
- HTC는 2012년 1월 26일 디자이어 HD와 인크레더블 S의 안드로이드 2.3.5 및 센스 3.0 업데이트를 OTA 방식으로 공개하였다.[6]

## 사진

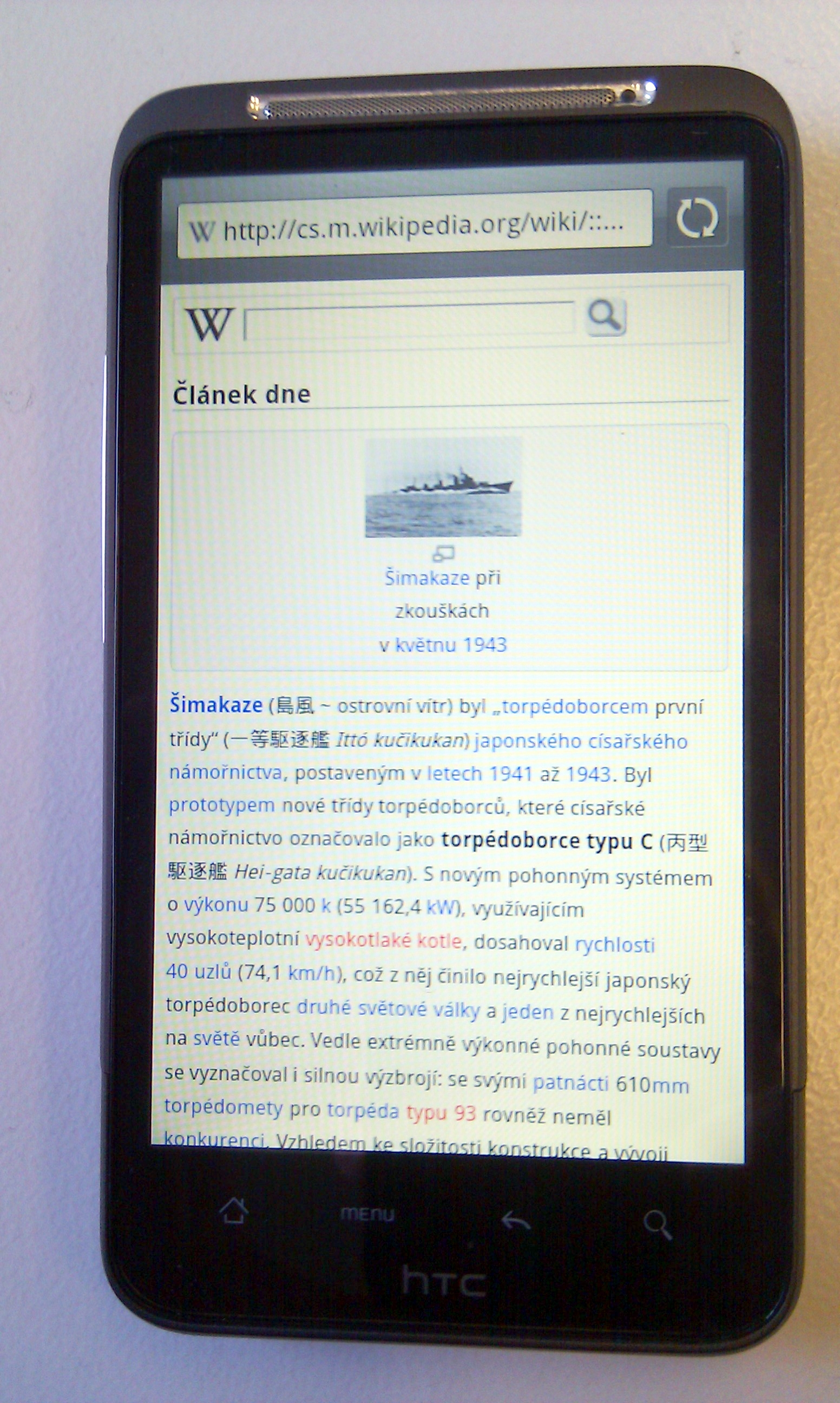
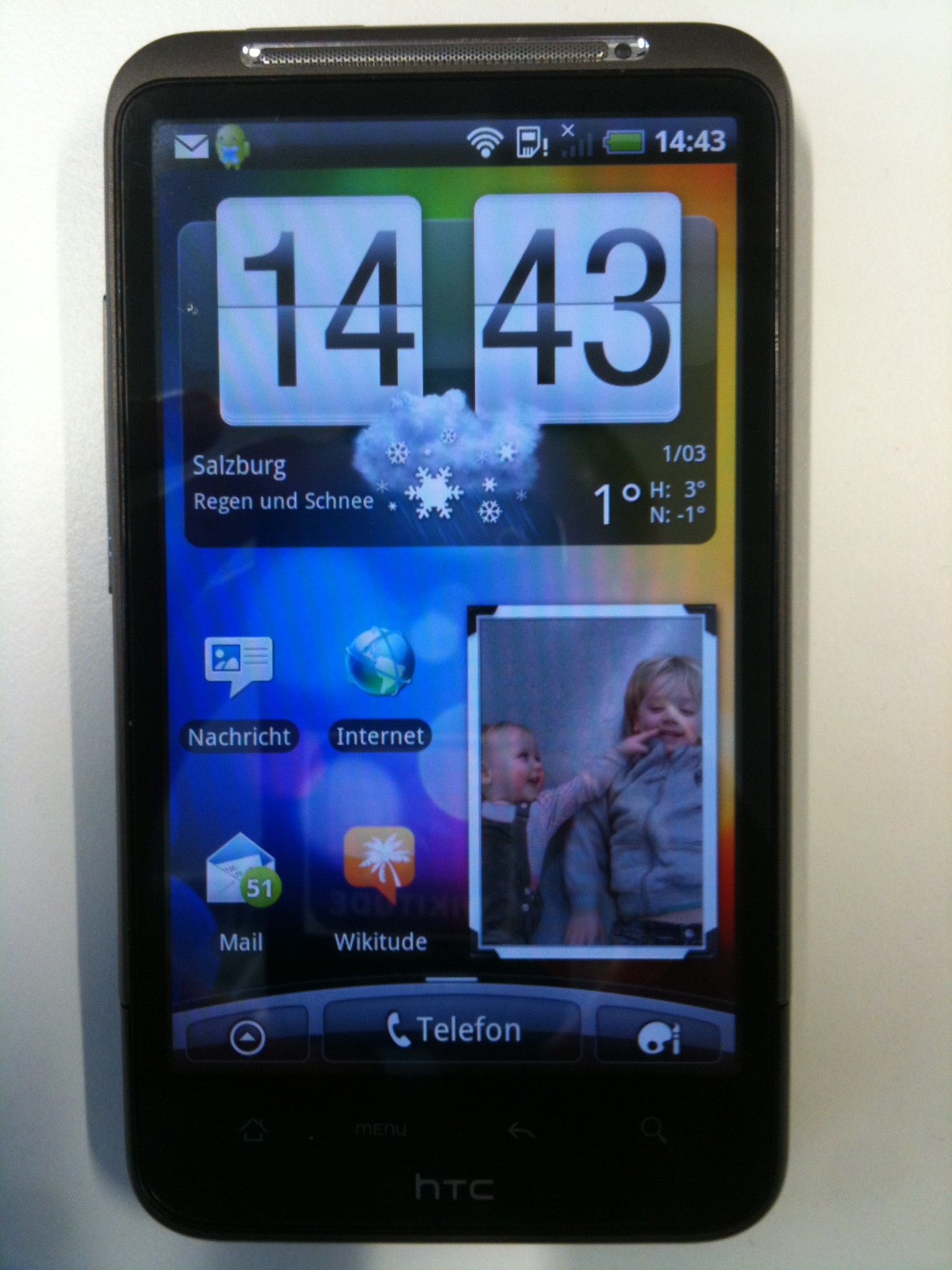

## 같이 보기
- 갤럭시 넥서스
- 안드로이드 (운영체제)
- 스마트폰 비교